# Corsia lamellata
Corsia lamellata är en enhjärtbladig växtart som beskrevs av Rudolf Schlechter. Corsia lamellata ingår i släktet Corsia och familjen Corsiaceae.
Artens utbredningsområde är Papua Nya Guinea. Inga underarter finns listade.

## Bildgalleri

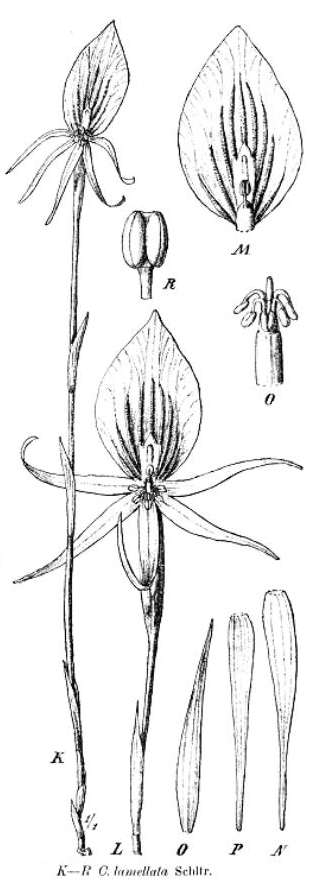